# Phil Jones (drummer)
Phil Jones (Oskaloosa, Iowa 6 juni 1948) is een Amerikaanse drummer, percussionist en muziekproducent. Begin jaren 80 van de 20e eeuw speelde Jones percussie met Tom Petty and the Heartbreakers, zowel live als in de studio. Daarnaast speelde hij ook drums en percussie op Tom Petty's soloalbum, Full Moon Fever, dat o.a. de hits: Free fallin', I Won't Back Down en Runnin' Down a Dream bevat. Verder werkte hij mee aan de albums: Drop Down and Get Me en Rock On! van Del Shannon.

## Carrière
Jones verhuisde in 1969 vanuit Iowa naar Los Angeles. Daar voegde hij zich bij de band van Lee Oskar. In 1969 ging Jones Jamsessies houden met enkele leden van de rockband Stonehenge, onder ander John Weider van The Animals speelde op gitaar. Nog datzelfde jaar verliet Weider Stonehenge en sloot zich aan bij de Engelse rockgroep Family. Jones en de overgebleven leden vormde toen de rockband Crabby Appleton. Van 1979 tot 1984 speelde Jones op percussie voor Tom Petty and the Heartbreakers. Hij is te horen op de albums Hard Promises en Long After Dark. In 1989, werd het soloalbum van Tom Petty, Full Moon Fever uitgebracht, waarop Jones op de drums en percussie speelt.